# ماكس أوفيلس
كان ماكسيميليان أوبنهايمر (بالألمانية: Maximillian Oppenheimer) (6 مايو 1902 - 26 مارس 1957) المعروف باسم ماكس أوفيلس (بالإنجليزية: Max Ophüls)‏ مخرج أفلام ألماني-فرنسي عمل في ألمانيا (1931-1933) وفرنسا (1933-1940 و 1950-1957) والولايات المتحدة (1947-1950). أخرج ما يقرب من 30 فيلمًا من أهمها «الممر الدائري» (بالفرنسية: La Ronde)‏ (1950) و«المتعة» (بالفرنسية: Le Plaisir)‏ (1952) «أقراط مدام دي...» (بالفرنسية: Madame de…)‏ (1953) و«لولا مونتيس» (بالفرنسية: Lola Montès)‏ (1955). كان يُنسب إليه اسم ماكس أوفيلس في العديد من أفلامه الأمريكية بما فيها «اللحظة المتهورة» (بالإنجليزية: The Reckless Moment)‏ و«مقبوض عليه» (بالإنجليزية: Caught)‏ و«رسالة من امرأة مجهولة» (بالإنجليزية: Letter from an Unknown Woman)‏ و«المنفى» (بالإنجليزية: The Exile)‏. تم تسمية جائزة «ماكس أوفيليس برييس» في مهرجان الفيلم السنوي في ساربروكن باسمه.

## السيرة

### الشباب والوظيفة المبكرة
ولد ماكس أوفيلس في ساربروكن بألمانيا وهو ابن صانع المنسوجات اليهودي ومالك العديد من متاجر المنسوجات في ألمانيا ليوبولد أوبنهايمر وزوجته هيلين أوبنهايمر (بامبيرجر). أخذ الاسم المستعار أوفيلس خلال الجزء الأول من مسيرته المسرحية حتى إذا فشل فلن يحرِج والده.
كان يريد مهنة التمثيل في البداية وبدأ كممثل مسرحي في عام 1919 ولعب في مسرح آخن من عام 1921 إلى عام 1923. ثم عمل كمخرج مسرحي، وأصبح أول مخرج في مسرح مدينة دورتموند. انتقل أوفيلس إلى الإنتاج المسرحي في عام 1924. وأصبح المدير الإبداعي لمسرح بورغثياتر في فيينا في عام 1926. تحول إلى الإنتاج السينمائي في عام 1929 عندما أصبح مدير حوار تحت قيادة أناتول ليتفاك في شركة يونيفيرسال فيلم في برلين. عمل في جميع أنحاء ألمانيا وأخرج فيلمه الأول عام 1931، الكوميديا القصيرة بعنوان «ثم بدلا من زيت كبد سمك القد») (بالألمانية: Dann schon lieber Lebertran).
كانت أكثر أفلامه شهرة من بين أفلامه الأولى فيلم «مغازلة» (بالألمانية: Liebelei) (1933)، والتي تضمنت عددًا من العناصر المميزة التي كان من المقرر أن يُعرف بها: إطارات مكانية فاخرة وموقف نسوي ومبارزة بين رجل أصغر سنا ورجل أكبر سنا.
التقى أوفيلس في مسرح بورغثياتر بالممثلة «هيلدي وال» وتزوجا عام 1926.

### المنفى ومهنة ما بعد الحرب
هرب أوفيلس كونه يهوديا إلى فرنسا في عام 1933 بعد حريق الرايخستاج بعد أن توقع الهيمنة النازية على ألمانيا وأصبح مواطنًا فرنسيًا في عام 1938. سافر عبر سويسرا وإيطاليا بعد سقوط فرنسا في يد ألمانيا. أقام في كازا مار إي سول في مدينة إشتوريل في البرتغال قبل مغادرته إلى الولايات المتحدة في يوليو 1941. أصبح غير نشط في هوليوود بمجرد وصوله إلى الولايات المتحدة. ولكنه تلقى مساعدة من أحد المعجبين القدامى وهو المخرج بريستون ستورجس واستمر في إخراج عدد من الأفلام المتميزة.
كان أول فيلم له في هوليوود «المنفى» (بالإنجليزية: The Exile)‏ (1947) من بطولة دوغلاس فيربانكس الإبن. يعتبر فيلم «رسالة من امرأة مجهولة» (بالإنجليزية: Letter from an Unknown Woman)‏ (1948) المستمد من رواية شتيفان تسفايغ من إحدى أهم أفلامه الأمريكية. وتبع ذلك فيلما «مقبوض عليه» (بالإنجليزية: Caught)‏ (1949) «اللحظة المتهورة» (بالإنجليزية: The Reckless Moment)‏ (1949) قبل عودته إلى أوروبا في عام 1950.
أخرج وتعاون في تكييف فيلم «الممر الدائري» (بالفرنسية: La Ronde)‏ (1950) المقتبس من مسرحية للكاتب النمساوي لأرثر شنيتزلر عندما عاد إلى فرنسا والذي فاز بجائزة البافتا لأفضل فيلم لعام 1951، وفيلم «لولا مونتيس» (بالفرنسية: Lola Montès)‏ (1955) بطولة مارتين كارول وبيتر أوستينوف، بالإضافة إلى فيلم «المتعة» (بالفرنسية: Le Plaisir)‏ (1952) «أقراط مدام دي...» (بالفرنسية: Madame de…)‏ (1953) من بطولة دانييل داريو وشارل بواييه. توفي أوفيلس من مرض القلب الروماتيزمي في 26 مارس 1957 في هامبورغ، أثناء تصويره للديكورات الداخلية لفيلم «عشيقا مونتابراس» (بالفرنسية: Les amants des Montparnasse)‏ ودُفن في مقبرة بير لاشيز في باريس. أكمل صديقه جاك بيكر هذا الفيلم الأخير.
أصبح مارسيل أوفيلس ابن أوفيلس صانع أفلام وثائقية ومخرج الفيلم الوثائقي «الحزن والشفقة» (بالفرنسية: Le Chagrin et la Pitié)‏ وأفلام أخرى تبحث في طبيعة السلطة السياسية.

## الأسلوب
تتميز جميع أعماله بحركات الكاميرا السلسة المميزة وعمليات المسح المعقدة للرافعة والعربة ولقطات التتبع.
ألهمت العديد من أفلامه المخرجين وصانعي الأفلام مثل بول توماس أندرسون، الذي قدم مقدمة عن الدي في دي المرمم لفيلم «أقراط مدام دي...» (بالفرنسية: Madame de...)‏ (1953).
وقد رويت بعض أفلامه من وجهة نظر البطلة. قام علماء السينما بتحليل أفلام مثل «$» (بالإنجليزية: Liebelei)‏ (1933) و«رسالة من امرأة مجهولة» (بالإنجليزية: Letter from An Unknown Woman)‏ (1948) و«أقراد مدام دي...» (بالفرنسية: Madame de ...)‏ (1953) كأمثلة على نوع أفلام المرأة. كانت لدى جميع بطلاته تقريبًا أسماء تبدأ بحرف «ل» (ليونورا، ليزا، لوسيا، لويز، لولا، إلخ.)
كتب الممثل جيمس ماسون الذي عمل مع أوفيليس في فيلمين قصيدة قصيرة عن حب المخرج لتتبع اللقطات وحركات الكاميرا المتقنة:
لقطة لا تتطلب مسارات
هي عذاب للمسكين عزيزي ماكس،
الذي انفصل عن دوللي
ملفوف في أعمق حزن.
ذات مرة عندما أخذوا مرفاعه
اعتقدت أنه لن يبتسم مرة أخرى.

## قائمة الأفلام
| العام | العنوان العربي                | العنوان الأصلي               | عنوان باللغة الإنجليزية       | الدولة           | ملاحظات                                    |
| ----- | ----------------------------- | ---------------------------- | ----------------------------- | ---------------- | ------------------------------------------ |
| 1931  | «ثم بدلا من زيت كبد سمك القد» | Dann schon lieber Lebertran  | I'd Rather Have Cod Liver Oil | ألمانيا          | فيلم قصير                                  |
| 1931  | «الشراكة في الحب»             | Die verliebte Firma          | The Company's in Love         | ألمانيا          |                                            |
| 1932  | «العروس المقايضة»             | Die verkaufte Braut          | The Bartered Bride            | ألمانيا          |                                            |
| 1933  | مغازلة                        | Liebelei                     | affair                        | ألمانيا          | صدرت النسخة الفرنسية «قصة حب» في نفس العام |
| 1933  | الورثة الضاحكون               | Lachende Erben               | Laughing Heirs                | ألمانيا          |                                            |
| 1933  | «سُرِق رجل»                     | On a volé un homme           | A Man Has Been Stolen         | فرنسا            | فيلم مفقود                                 |
| 1934  | الجميع امرأة                  | La signora di tutti          | Everybody's Woman             | إيطاليا          |                                            |
| 1935  | إلهي                          | Divine                       | Divine                        | فرنسا            |                                            |
| 1936  | المشاكل مع المال              | Komedie om geld              | The Trouble With Money        | هولندا           |                                            |
| 1936  | «السلام عليك يا مريم»         | Ave Maria                    | Hail Mary                     | فرنسا            | فيلم وثائقي قصير                           |
| 1936  | «العدو اللطيف»                | La Tendre Ennemie            | The Tender Enemy              | فرنسا            |                                            |
| 1936  | «فالس شوبان اللامعة»          | Valse brillante de Chopin    | Chopin's Brilliant Waltz      | فرنسا            | فيلم وثائقي قصير                           |
| 1937  | «يوشيوارا»                    | Yoshiwara                    | Yoshiwara                     | فرنسا            |                                            |
| 1938  | «رواية ويرثر»                 | Le Roman de Werther          | The Novel of Werther          | فرنسا            |                                            |
| 1939  | «بلا غد»                      | Sans lendemain               | There's No Tomorrow           | فرنسا            |                                            |
| 1940  | «مدرسة النساء»                | L'École des femmes           | The School of Women           | فرنسا            |                                            |
| 1940  | «من مايرلنغ إلى سراييفو»      | De Mayerling à Sarajevo      | From Mayerling to Sarajevo    | فرنسا            |                                            |
| 1946  | «ثأر»                         | Vendetta                     | Vendetta                      | الولايات المتحدة | طُرِد خلال التصوير                           |
| 1947  | «المنفى»                      | The Exile                    | الولايات المتحدة              |                  |                                            |
| 1948  | «رسالة من امرأة مجهولة»       | Letter from an Unknown Woman | Letter from an Unknown Woman  | الولايات المتحدة |                                            |
| 1949  | «مقبوض عليه»                  | Caught                       | Caught                        | الولايات المتحدة |                                            |
| 1949  | «اللحظة المتهورة»             | The Reckless Moment          | The Reckless Moment           | الولايات المتحدة |                                            |
| 1950  | «الممر الدائري»               | La Ronde                     | Roundabout                    | فرنسا            |                                            |
| 1952  | «المتعة»                      | Le Plaisir                   | Pleasure                      | فرنسا            | رشح لجائزة الأوسكار                        |
| 1953  | «أقراط مدام دي»               | Madame de...                 | The Earrings of Madame de...  | فرنسا            |                                            |
| 1955  | «لولا مونتيز»                 | Lola Montès                  | Lola Montès                   | فرنسا            | فيلم «إيستمانوكولار»                       |

- كما عمل في فيلم «عشيقا مونتبارناس» (بالفرنسية: Les amants de Montparnasse)‏ (1958) قبل وفاته.

## قراءات متعمقة
- Alan Larson Williams (1977, reprinted 1980, 1992), Max Ophüls and the Cinema of Desire: Style and Spectacle in Four Films, 1948–1955, Dissertations on Film series, New York: Arno Press (reprint). | (ردمك 0-405-12924-6)
- Susan M. White (1995), The Cinema of Max Ophüls: Magisterial Vision and the Figure of Woman, New York: Columbia University Press. | (ردمك 0-231-10113-9)
- Lutz Bacher (1996), Max Ophüls in the Hollywood Studios, Rutgers, New Jersey: Rutgers University Press. | (ردمك 0-8135-2291-9)
- Melinda Camber Porter (1993), "Through Parisian Eyes: Reflections on Contemporary French Arts and Culture", Da Capo Press. | (ردمك 978-0-306-80540-0)